# 芸開了
《芸開了》是許茹芸第11張國語專輯，也是加盟科藝百代的第二張專輯，於2002年11月1日發行。

## 專輯文案與簡介
霧散了　芸開了

許茹芸播雲見日　開創新音樂之路
《芸開了》由知名音樂人陳珊妮及M.P.T. "RED LAB"community initiative（塗惠元、許經綸、丘聿臺）聯手製作，音樂性十足。
 收錄流行樂壇名家詞曲創作者：姚謙、林夕、陳珊妮、伍思凱、范曉萱等人年度經典大作同時結集。
 許茹芸2002精心傑作全新詞曲創作，其中多首歌曲還特別邀請到鋼琴詩人李泉鋼琴伴奏﹔
 這是張跨越流行音樂界線的作品，完整呈現大自然歌手許茹芸最原初、動人的面貌，為許茹芸開創了新音樂之路。

## 曲目
1、如果我離開
曲：許茹芸；詞：林夕；編曲、製作人：M.P.T.
2、愛是
曲：陳珊妮；詞：陳珊妮；編曲：李雨寰；製作人：陳珊妮
3、祝福了
曲：伍思凱；詞：姚謙；編曲：李雨寰；製作人：陳珊妮
4、幸福一秒吧
曲：Jae Y.Chong；詞：姚謙；編曲：Jae Y.Chong；製作人：許經綸
5、我倆一同飛去
曲：Lene Dissing/John Gordon；詞：范曉萱/許茹芸；編曲、製作人：M.P.T.
原曲：「Look To The Future」
6、如果下個路口遇見你
曲：Nerina Pallot；詞：姚謙；編曲、製作人：M.P.T.
原曲：Nerina Pallot 的「Dear Frustrated Superstar」
7、永恆的轉眼
曲：深白色；詞：深白色/陳珊妮；編曲：李雨寰；製作人：陳珊妮
8、此時快樂的代價
曲：許茹芸；詞：林夕；編曲：李雨寰；製作人：陳珊妮
9、神秘電話
曲：安棟；詞：林夕；編曲、製作人：M.P.T.
10、我的藍色夏天
曲：陳珊妮；詞：陳珊妮；編曲、製作人：陳珊妮
11、不一樣了
曲：馬怡靜；詞：天天；編曲：徐千秀；製作人：陳珊妮
12、如果我離開（Jazz版）
曲：許茹芸；詞：林夕；編曲、製作人：M.P.T.

## 音樂錄影帶
| 歌曲名稱                              | 導演   | 附註                                   |
| ------------------------------------- | ------ | -------------------------------------- |
| 祝福了 （页面存档备份，存于）         | 林錦和 | 首波主打、男主角： Daniel Henney       |
| 我的藍色夏天 （页面存档备份，存于）   | 林錦和 | 第二主打                               |
| 幸福一秒吧 （页面存档备份，存于）     | 林錦和 | 第三主打                               |
| 永恆的轉眼 （页面存档备份，存于）     | 黃中平 | 第四主打                               |
| 此時快樂的代價 （页面存档备份，存于） | 黃中平 | 第五主打                               |
| 如果我離開 （页面存档备份，存于）     | 黃中平 | 第六主打                               |
| 愛是                                  |        | 畫面取自『許茹芸的音樂世界線上演唱會』 |
| 我倆一同飛去                          | 莊志文 |                                        |
| 如果下個路口遇見你                    |        | 畫面取自『許茹芸的音樂世界線上演唱會』 |
| 神秘電話 （页面存档备份，存于）       | 黃中平 |                                        |
| 不一樣了                              | 徐元仲 |                                        |

## 相關獎項或提名
- 入圍第14屆金曲獎最佳國語女歌手獎
- 入選2002年中華音樂人交流協會10大專輯